# Moonrise (deutsche Band)
moonrise ist eine deutsche Rockband, die seit ihrer Gründung Anfang der 1990er Jahre in wechselnder Besetzung eine stetig wachsende Fangemeinde erspielt hat. Sie spielen in der klassischen Rockband-Manier mit Gesang, Gitarre, Bass, Schlagzeug und Keyboards.

## Blackest Blue
Das Jahr 2008 stand ganz im Zeichen der Studioarbeit. Im Januar begannen die ersten Recording-Sessions zu „Blackest Blue“ im Otterbau Studio unter der Leitung des Produzenten und Girls-Under-Glass-Bassisten Axel Ermes. Hier spielte die Band zunächst die Basic-Tracks live ein, um die Atmosphäre der Songs einzufangen. In der anschließenden Postproduktion, die sich über das Jahr erstreckte, veredelten moonrise die Songs mit experimentellen Sounds und weiteren intuitiven Ideen. Jenny Kähler, die u. a. mit Axel Ermes und seinen Girls Under Glass zusammengearbeitet hatte, steuerte Backgroundgesang bei. Die Arbeiten zu „Blackest Blue“ dauerten mit einigen Unterbrechungen bis in den Spätherbst 2008 an.

## Kooperationen
Im Sommer 2008 folgten moonrise zwischenzeitlich dem Ruf von Peter Heppner nach Berlin, um mit ihm eine alternative Version für „Vorbei“ einzuspielen. Die Kooperation ist auf der Fanedition seines am 12. September 2008 erschienenen Albums „Solo“ zu finden. Anfang 2009 begleiteten moonrise Peter Heppner nach Berlin und spielten für ihn als Vorgruppe in der Kulturbrauerei. Auch Ende 2012 gastierten moonrise als Vorband auf einigen Konzerten von Heppners My Heart of Stone Tour.

## Diskografie
- 1997: No Mean Depression (EP)
- 1999: Realize (EP)
- 2002: Cursed (EP)
- 2006: End of Grace (EP)
- 2008: Blackest Blue (CD)
- 2012: Ten Flowers For The Shade (CD)
- 2020: Once We Were Heroes